# Литаврин, Геннадий Григорьевич
Генна́дий Григо́рьевич Лита́врин (6 сентября 1925, с. Абай, Уймонский аймак, Ойратская АО, Сибирский край — 6 ноября 2009, Москва) — советский и российский историк, специалист по средневековой истории южных славян, Византии и русско-византийских связей. Доктор исторических наук (1973), академик РАН (1994).

## Биография
Из семьи учителей. После окончания в 1942 школы в с. Троицкое в 1942–46 работал учителем рус. языка, лит-ры и математики в школе с. Загайново Алтайского края. Выпускник кафедры истории Средних веков исторического факультета МГУ (1951), ученик З. В. Удальцовой. В 1954 году защитил кандидатскую диссертацию «Борьба болгарского народа против византийского ига (XI—XII вв.)». Преподавал древние языки на историческом факультете МГУ (1954—1955), был сотрудником Института истории АН СССР (1955—1968). С 1968 года работал в Институте славяноведения РАН, в 1983—2002 годах заведовал отделом истории Средних веков. С 1987 года возглавлял сектор истории Византии (позже — Центр по изучению византийской цивилизации) Института всеобщей истории РАН и редакцию журнала «Византийский временник».
Доктор исторических наук (1973, диссертация «Советы и рассказы Кекавмена. Сочинение византийского полководца XI века»). Академик РАН (1994, член-корреспондент АН СССР с 1987), иностранный член Болгарской АН (1989). Президент Национального комитета византинистов России, вице-президент Международной ассоциации византинистов. Лауреат Государственной премии России в области науки и техники за монографию «Культура Византии IV—XV веков» в трёх томах (1996). Геннадий Григорьевич Литаврин умер в ночь на 6 ноября 2009 г., похоронен на Троекуровском кладбище в Москве.
Был женат на историке Э. Э. Литавриной (1928—2002). Дочь — театровед М. Г. Литаврина (род. 1955).